# Matera
För andra betydelser, se Matera (olika betydelser).
Matera är en stad och kommun i provinsen Matera i regionen Basilicata, Italien. Matera gränsar till kommunerna Altamura, Ginosa, Gravina in Puglia, Grottole, Laterza, Miglionico, Montescaglioso och Santeramo in Colle.
Gamla stan, "Sassi di Matera", är världsarvslistad sedan 1993. I staden har flera filminspelningar ägt rum, som Matteusevangeliet av Pier Paolo Pasolini, The Passion of the Christ av Mel Gibson, Vägen till Betlehem av Catherine Hardwicke, Wonder Woman av Patty Jenkins samt James Bond No time to die av Cary Joji Fukunaga.
Matera var en av Europas kulturhuvudstäder 2019.

## Sassi
Sevärda är grottorna Sassi di Matera, som finns i de branta bergssluttningarna i floden Gravinas dalgång, där Materas gamla stad är belägen. Dessa "Sassi" förklarades 1993 av Unesco som världsarv. Av medeltida krönikörer benämndes de som en "spegel av den stjärnbeströdda himlen"; skriftställaren Carlo Levi jämförde dem däremot med det trattformade helvetet i Dantes Divina comedia.
Till de speciella sevärdheterna räknas bland annat grottkyrkorna San Pietro Barisano, Torre Metellana, kyrkan San Antonio Abate, klostret Madonna della Virtù (900-talet) och San Nicola dei Greci, kryptan till Madonna degli Angioli, kyrkan San Pietro Caveoso, grottkyrkorna Santa Maria dell’ Idris och San Giovanni liksom grottkyrkorna Cappuccino Vecchio och Cappuccino Nuovo.

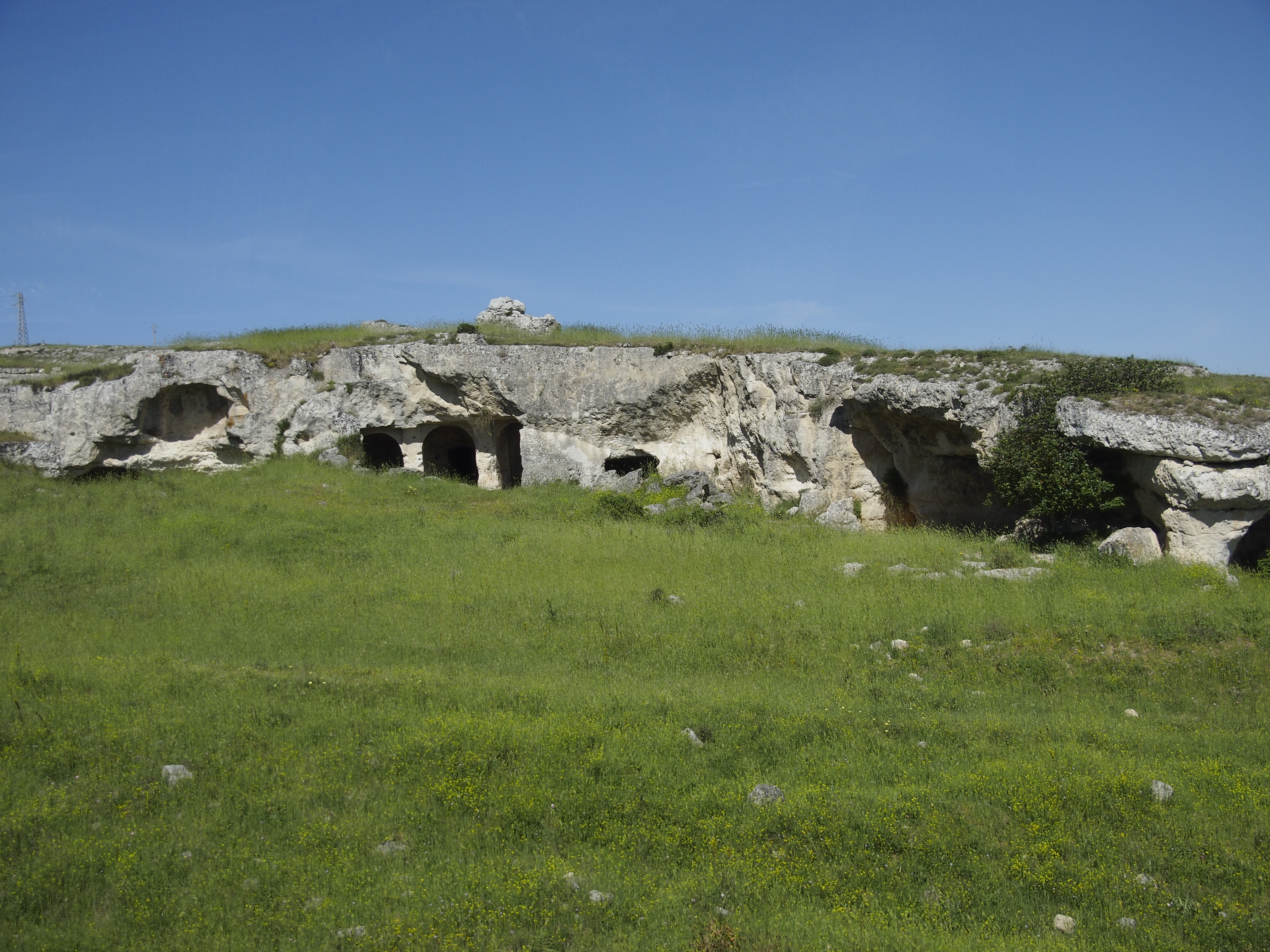
Grottor från den tidigaste bosättningen
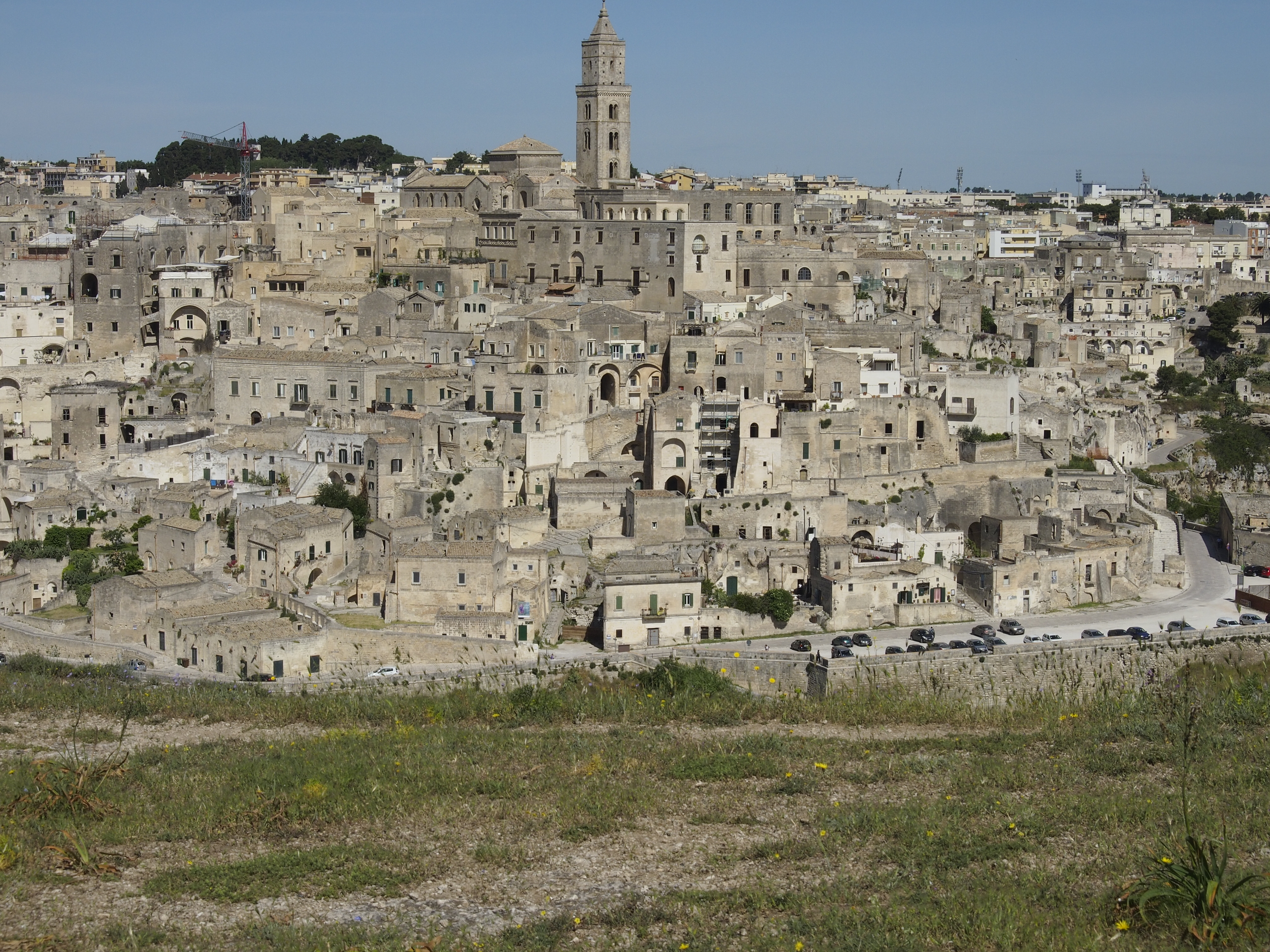
Sassi i Matera
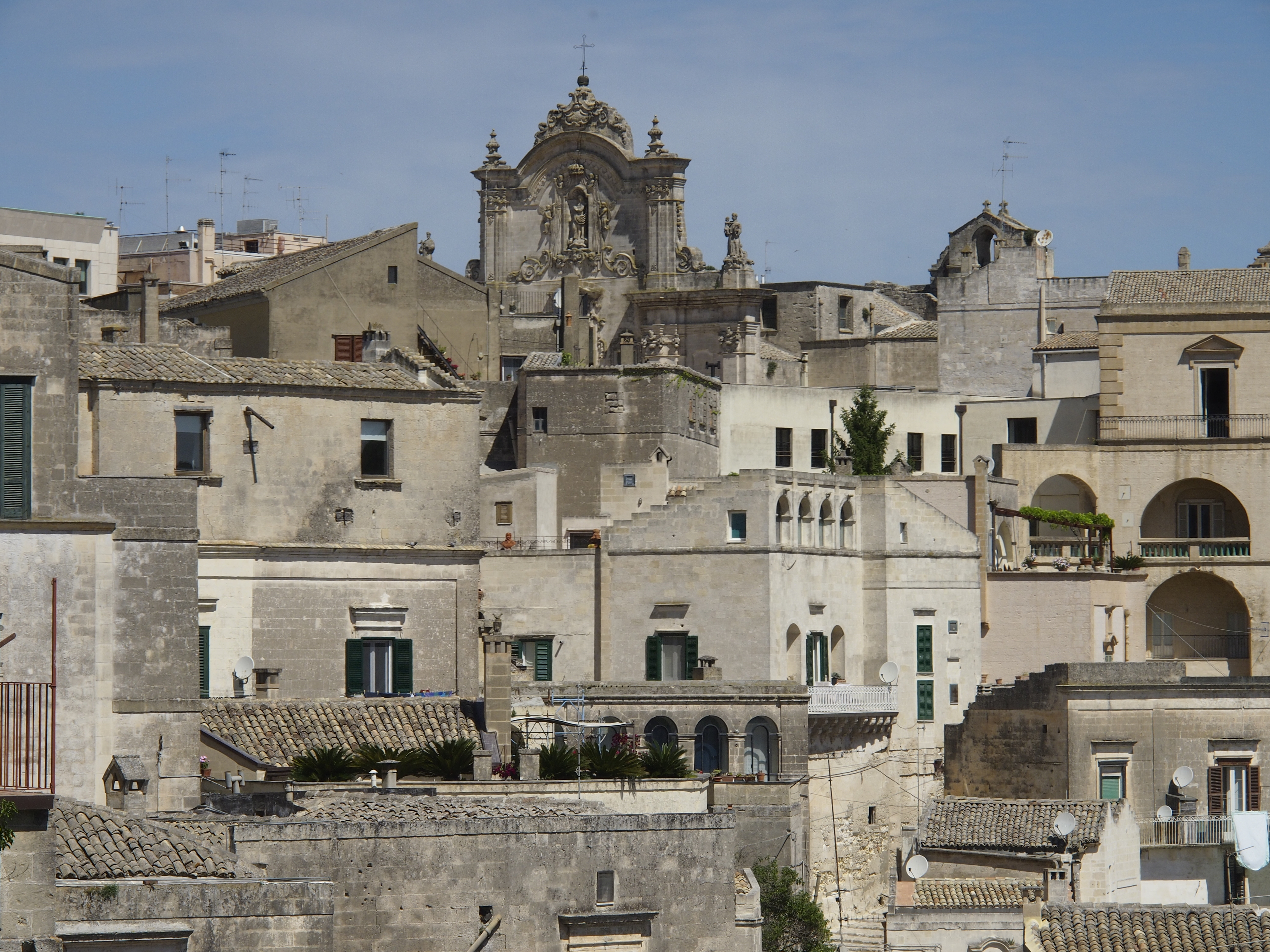
Sassi i Matera
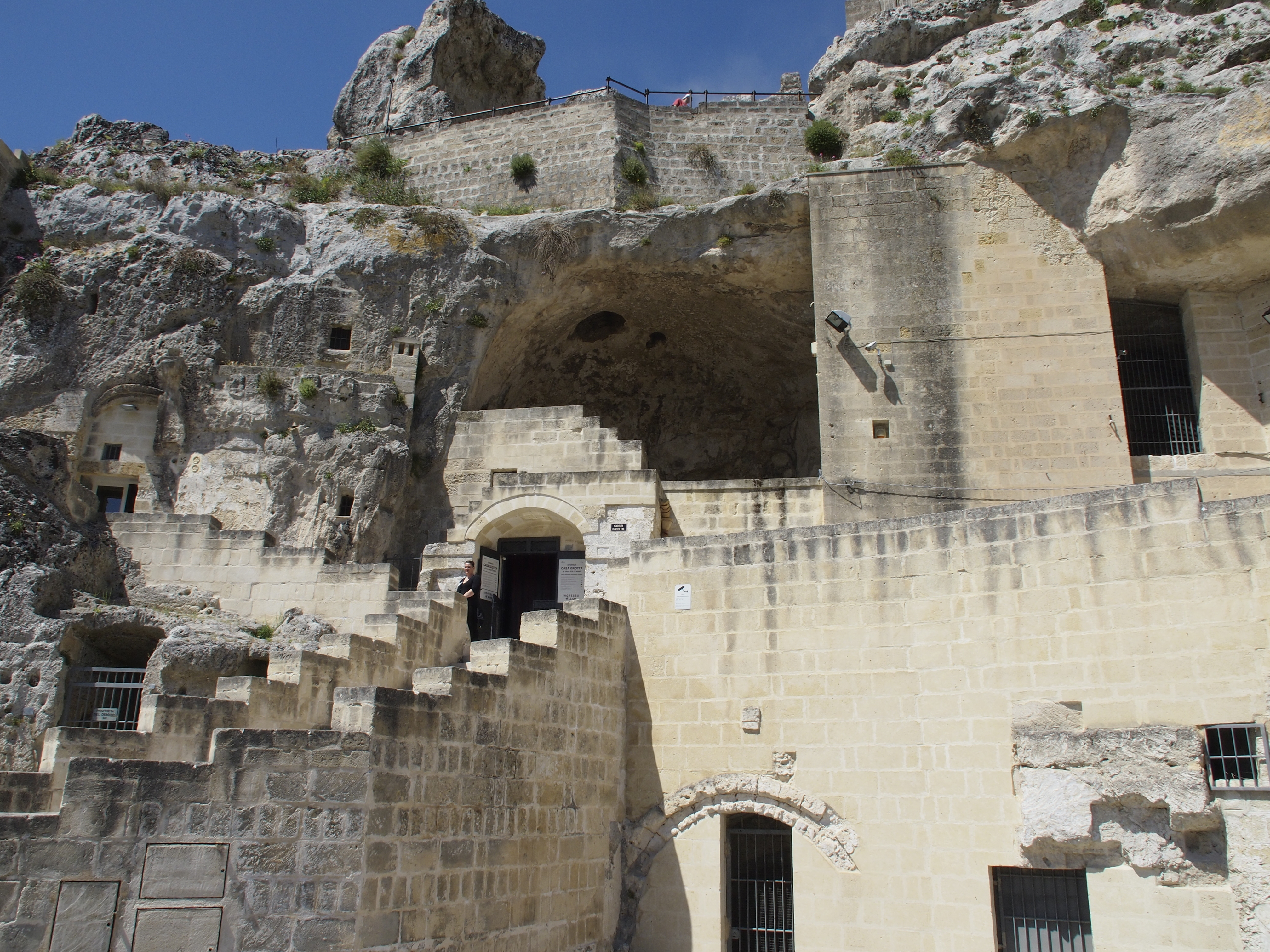
Grotta "Casa Grotta"
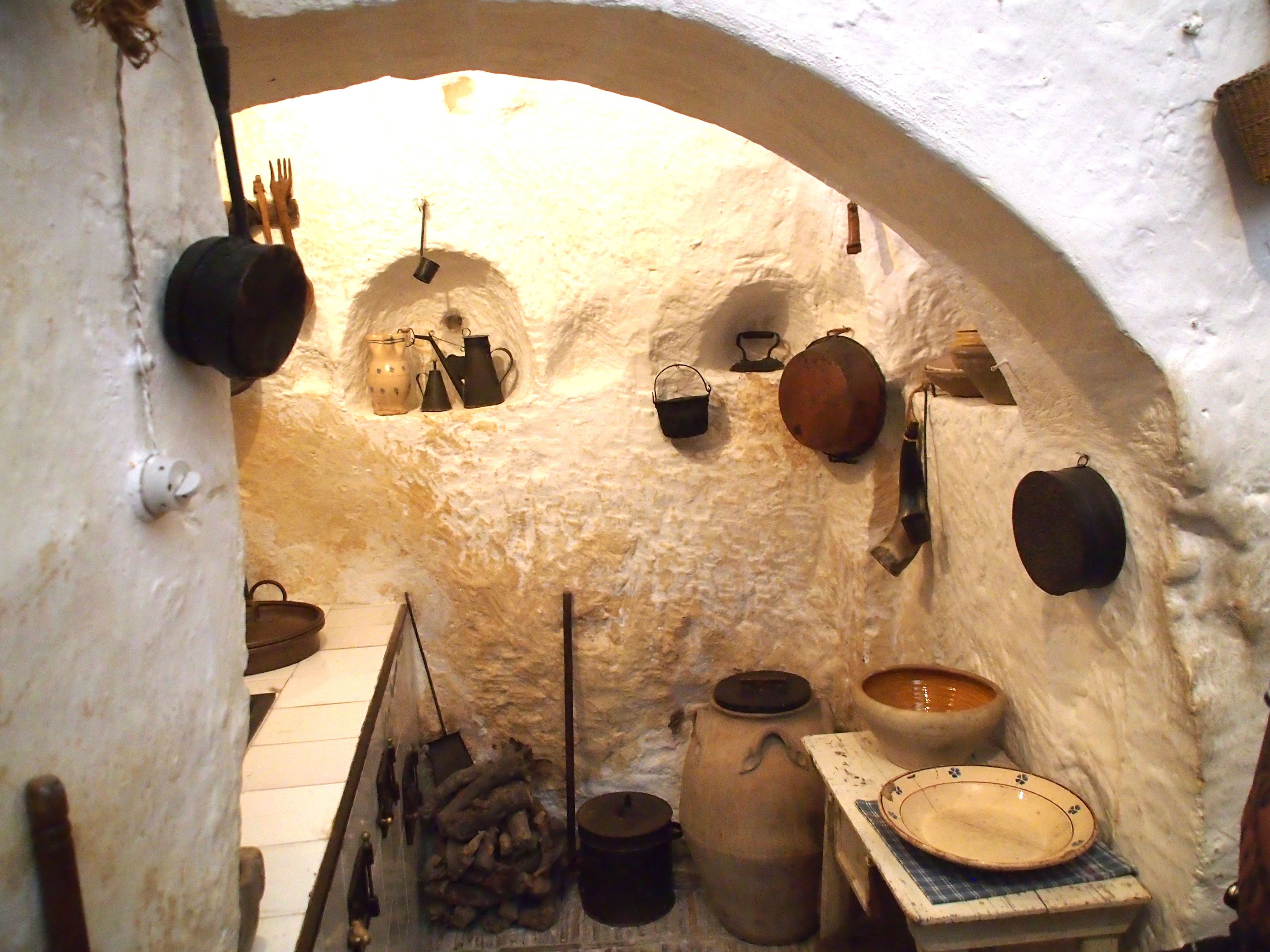
Köket i "Casa Grotta"
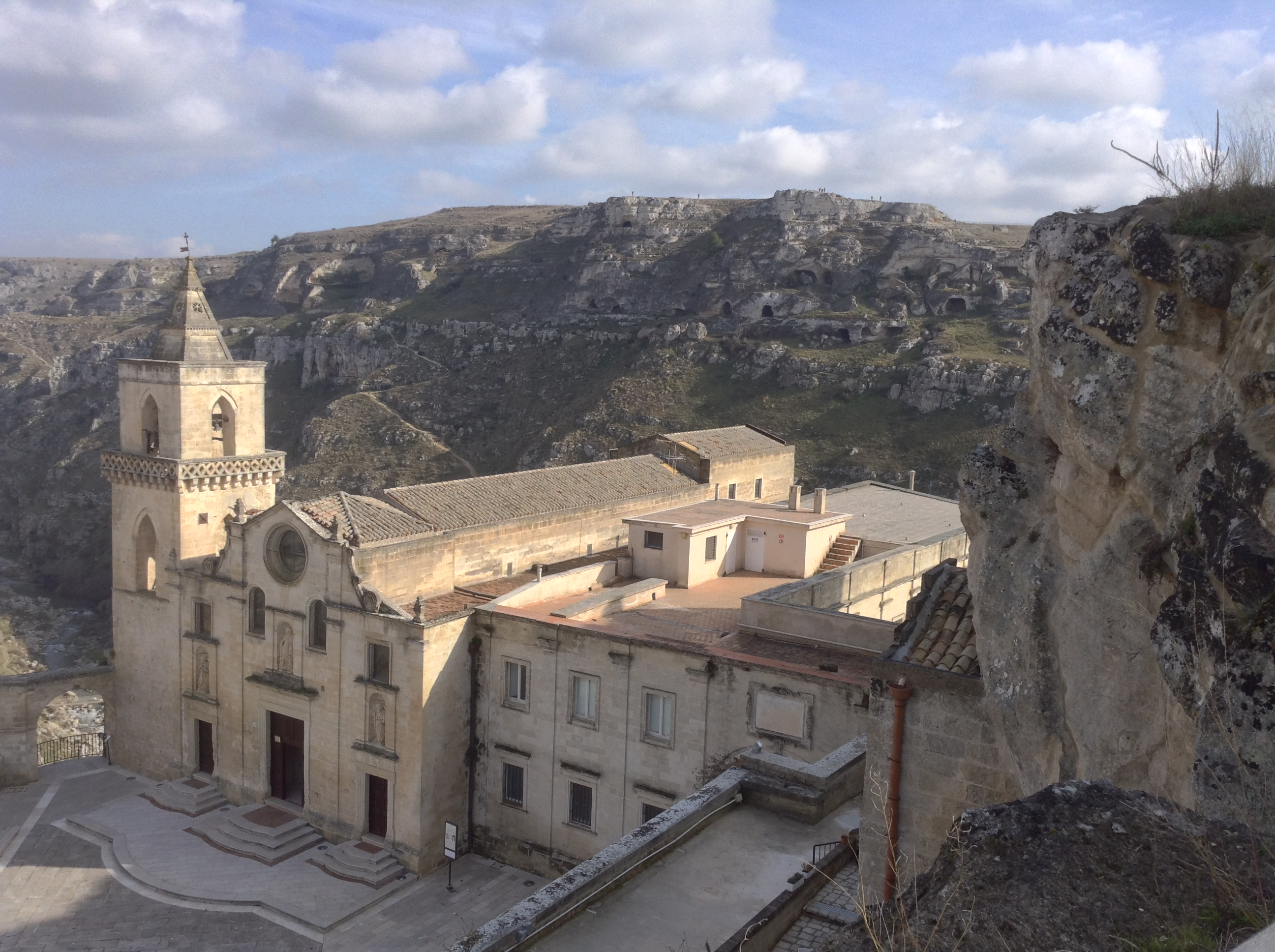
Kyrkan San Pietro Caveoso
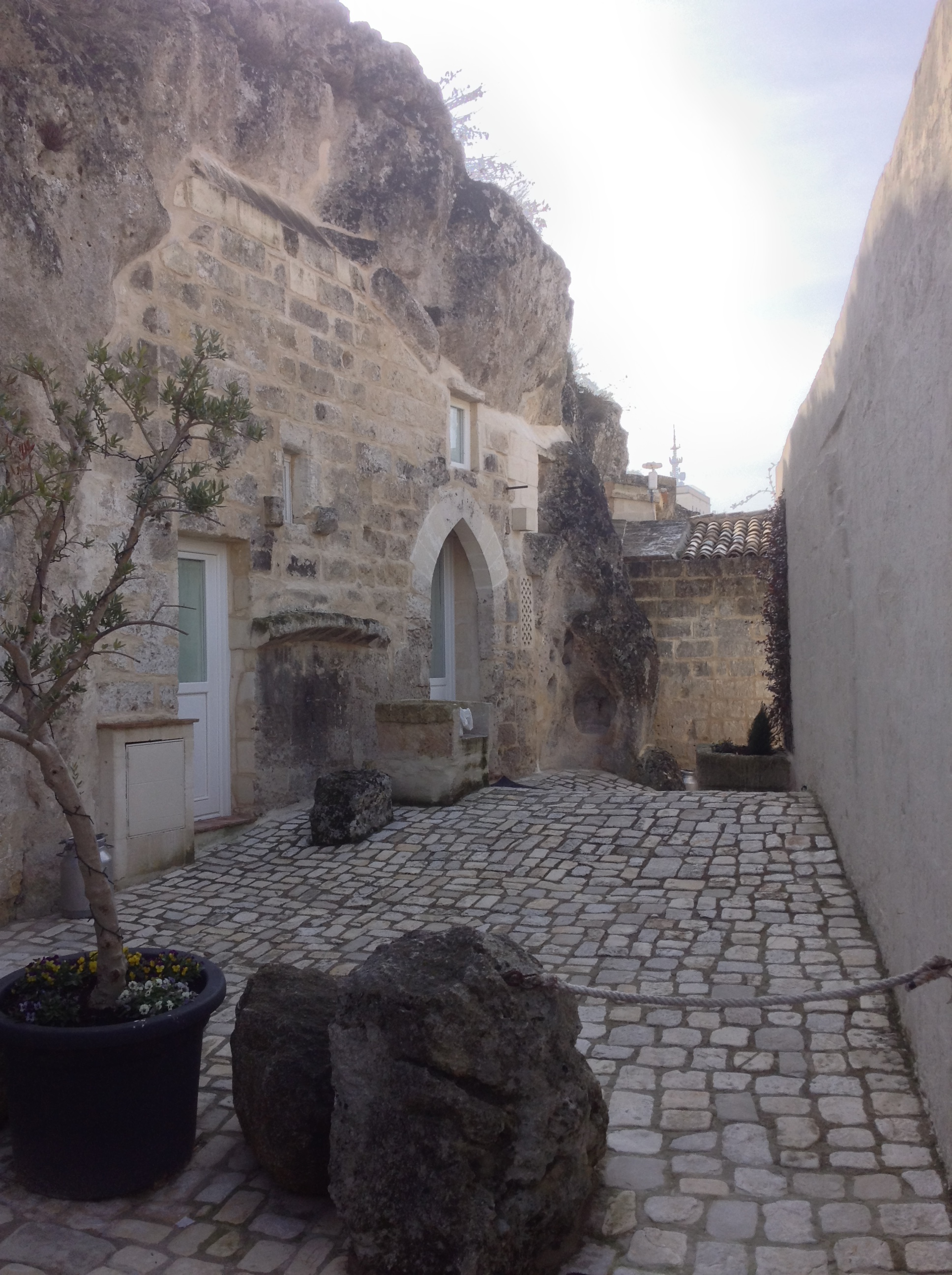
Sasso Barisano
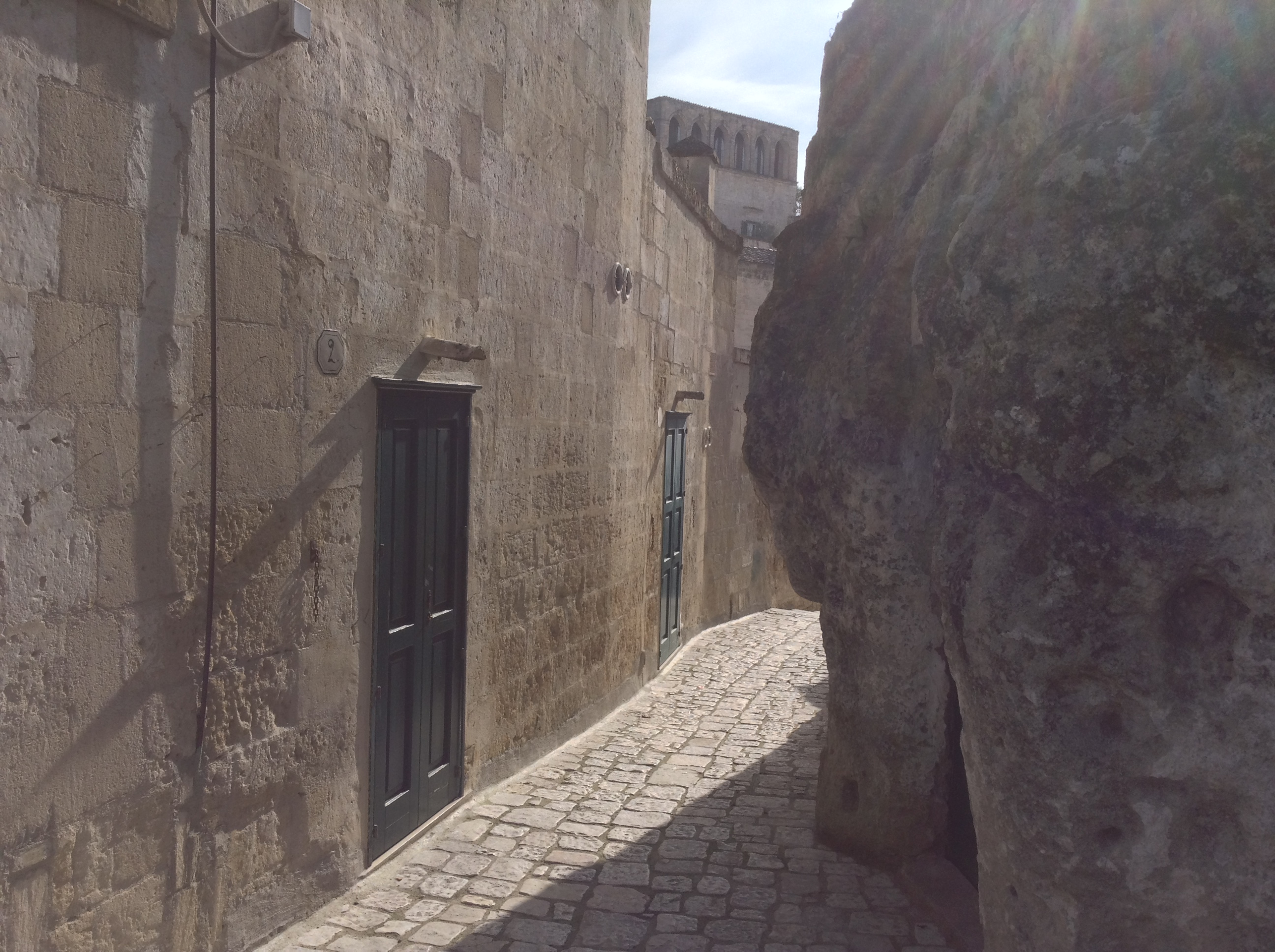
Sasso Barisano
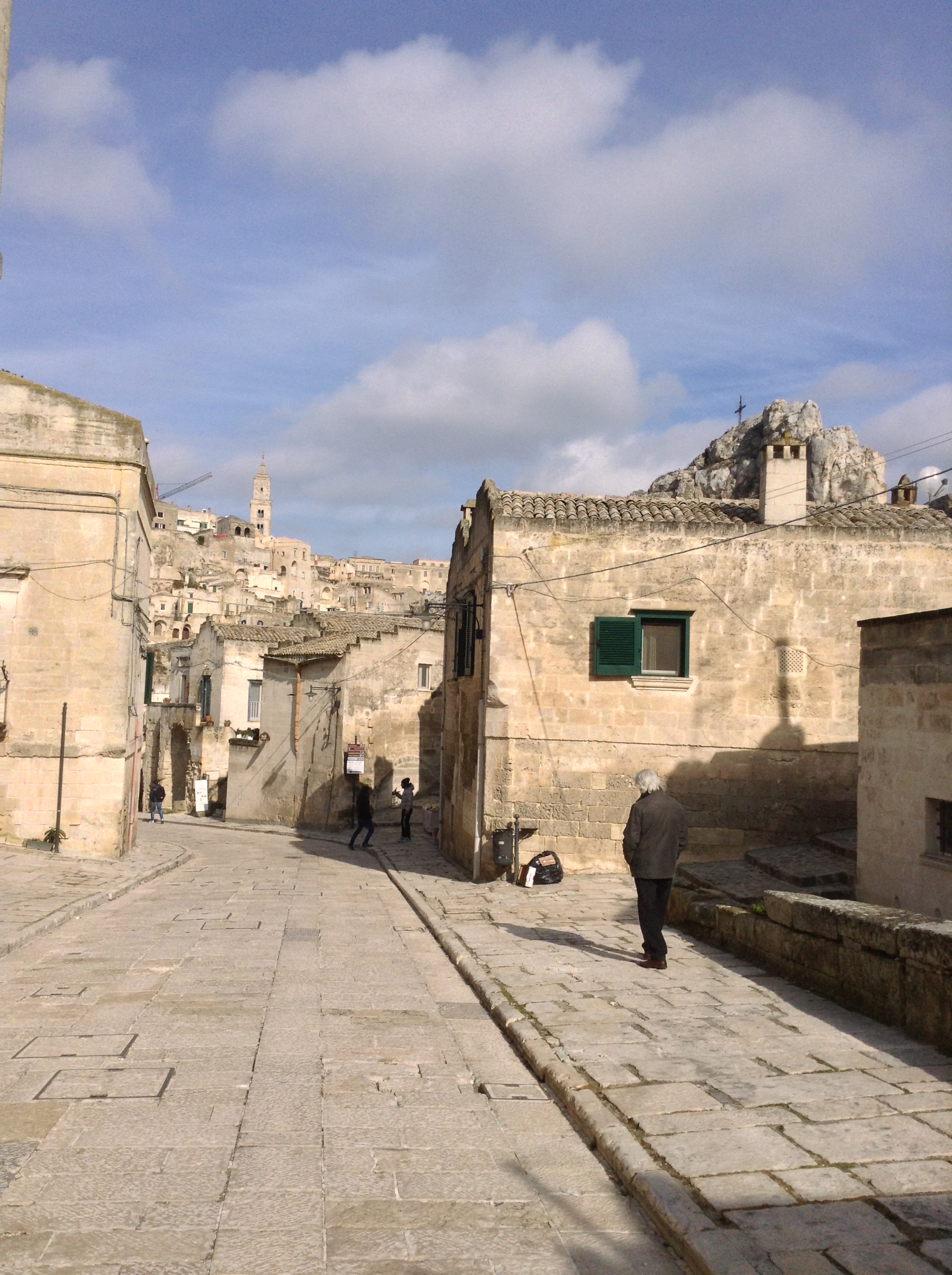
Sasso Caveoso